# Parc Nacional de Seiland
El Parc Nacional de Seiland (en noruec: Seiland nasjonalpark) és un parc nacional de Noruega, que es troba als municipis d'Alta, Hammerfest i Kvalsund al comtat de Finnmark. L'illa de Seiland és la segona més gran de Finnmark després de la de Sørøya, i les dues glaceres de l'illa, Seilandsjøkelen i Nordmannsjøkelen, són les glaceres més septentrionals d'Escandinàvia. El punt més alt del parc és de 1.078 metres d'altura sobre el nivell del mar, la muntanya Seilandstuva. Els fiords constitueixen 9,6 quilòmetres quadrats d'àrea del parc.

## Nom
El nom de l'illa ha de ser molt antic, del protonòrdic Sai-aujo ("illa-mar"), i el nom de l'idioma sami septentrional Sievju és probablement un vell préstec i la reflexió d'aquest formulari. En temps nòrdics el nom es va transformar primer en sae -ei, i després simplement sei. L'últim element de la terra significa "terra" o "illa" és un afegit posterior.